# Jason Wilcox
Jason Wilcox (Bolton, Inglaterra, 15 de julio de 1971) es un ex-futbolista inglés, se desempeñaba como extremo. Jugó toda su carrera en Inglaterra y logró ganar la Premier League en 1995 con el Blackburn Rovers.

## Clubes
| Club             | País       | Año         | Partidos | Goles |
| Blackburn Rovers | Inglaterra | 1989 - 1999 | 271      | 31    |
| Leeds United     | Inglaterra | 1999 - 2004 | 81       | 4     |
| Leicester City   | Inglaterra | 2004 - 2005 | 20       | 1     |
| Blackpool FC     | Inglaterra | 2005 - 2006 | 26       | 0     |

## Palmarés
Blackburn Rovers FC
- FA Premier League: 1994-95